# Linda Baldrich
Linda Baldrich kolumbijska je glumica. Najpoznatija je po svojoj ulozi Karen Hernández u telenoveli Los Victorinos u kojoj je glumila s poznatim glumicama kao što su Silvia de Dios i Ximena Duque.

## Filmografija
| Godina    | TV serija                  | Lik                       | Televizijska kuća  |
| --------- | -------------------------- | ------------------------- | ------------------ |
| 2019      | El final de paraíso        | Natalia Bermúdez          | Telemundo          |
| 2016      | Sinú, río de pasiones      | Elsa Mogollón / Adelaida  | Caracol Televisión |
| 2016      | La niña                    | Melissa                   | Caracol Televisión |
| 2015      | La esquina del diablo      |                           | UniMás             |
| 2013-2014 | Secretos del paraíso       | Lucía                     | Canal RCN          |
| 2010-2011 | Ojo por ojo                | Lorena                    | Telemundo          |
| 2010      | Decisiones extremas        | Ana, Ep: Bebe de repuesto | Telemundo          |
| 2010      | A corazón abierto          | Dra Ruiz                  | Canal RCN          |
| 2009-2010 | Victorinos                 | Karen Hernandez           | Telemundo          |
| 2009      | Pandillas, guerra y paz II | Elsa Piedad               | Canal RCN          |
| 2008-2009 | Sin senos no hay paraíso   | Natalia Bermúdez          | Telemundo          |
| 2007      | Sin ruta                   |                           | Señal Colombia     |
| 2005      | Juego limpio               | Daniela Perez             | Canal RCN          |